# Camporredondo (Soria)
Camporredondo es una localidad  de la provincia de Soria, partido judicial de Soria,  Comunidad Autónoma de Castilla y León, España. Pueblo de la comarca de  Tierras Altas que pertenece al municipio de Villar del Río. En su término municipal pasa el río Hostaza, afluente del río Cidacos.
Para la administración eclesiástica de la Iglesia católica, forma parte de la Diócesis de Osma la cual, a su vez, pertenece a la Archidiócesis de Burgos.

## Ubicación
Se encuentra en la carretera que une Yanguas con Diustes.